# アイザイア・ホワイトヘッド
アイザイア・ホワイトヘッド（Isaiah Whitehead, 1995年3月8日 - ）は、アメリカ合衆国・ニューヨーク市ブルックリン区出身のバスケットボール選手。ポジションはPG/SG。

## 来歴
高校時代はステフォン・マーブリーやセバスチャン・テルフェアなどを輩出したブルックリン区のエイブラハム・リンカーン高校で活躍し、2014年にマクドナルド・オール・アメリカンゲームやジョーダンブランド・クラシックゲームのメンバーに選出され、ニューヨーク州の最優秀選手に選出された。大学はシートンホール大学に進学。1年生からレギュラーに定着し、2014-15シーズンはビッグイースト・カンファレンスのオールルーキーチーム、2015-16シーズンは1stチームに選出 されるなど、同大学の主力選手として活躍したホワイトヘッドは、2年生終了時に2016年のNBAドラフトにアーリーエントリーを表明。全体42位でユタ・ジャズから指名された後、ドラフト開催日のトレードで権利が地元のブルックリン・ネッツに移動。7月8日にネッツと契約した。
2022年9月21日、バスケットボール・ブンデスリーガとバスケットボール・チャンピオンズリーグに所属するMHP リーゼン・ルートヴィヒスブルクとの契約が発表された。

### 2024-2025シーズン
2024年8月20日、バスケットボール・チャンピオンズリーグとポルスカ・リガ・コシコフキに所属するWKS シロンスク・ヴロツワフへの加入が発表された。シロンスク・ヴロツワフでは国内リーグのPLK(ポルスカ・リガ・コシコフスキ)で5試合に出場し、1試合平均24.2分の出場で、12.4得点、3.2リバウンド、3.2アシスト、フリースロー成功率86.7パーセントという成績を残した。11月6日、同じPLKとBCLに所属するヴィルキ ・モルスキエ・シュチェチンへの加入が発表された。シュチェチンではPLKで22試合に出場し、1試合平均25.5分の出場で、13.3得点、3.0アシスト、2.7リバウンド、スリーポイント成功率36.0パーセント、ヴロツワフとシュチェチンで合計3試合に出場したBCLでは1試合平均25.6分の出場で、13.3得点、2.0アシスト、1.7リバウンド、1.3スティールという成績を残した。